# NGC 4373
NGC 4373 é uma galáxia elíptica (E/SB0) localizada na direcção da constelação de Centaurus. Possui uma declinação de -39° 45' 38" e uma ascensão recta de 12 horas, 25 minutos e 17,7 segundos.
A galáxia NGC 4373 foi descoberta em 8 de Junho de 1834 por John Herschel.